# Szkopy
Szkopy – wieś w Polsce położona w województwie mazowieckim, w powiecie sokołowskim, w gminie Repki. Ma status sołectwa.
W latach 1975–1998 miejscowość administracyjnie należała do województwa siedleckiego. W 1644 roku Mieczysław Mleczko ze Szkopów, herbu Korczak ufundował w m. Szkopy cerkiew unicką i ją uposażył.
Wieś jest siedzibą rzymskokatolickiej parafii Trójcy Przenajświętszej, a prawosławni autochtoni należą do parafii Świętej Trójcy w Siedlcach.
| SIMC    | Nazwa          | Rodzaj    |
| ------- | -------------- | --------- |
| 0685363 | Szkopy-Kolonia | część wsi |

## Obiektyzabytkowe
- Cerkiew gr.-kat., ob. kościół rzym.-kat. par. pw. Świętej Trójcy, 1818, nr rej.: 426 z 22.03.1962[9]
- zespół dworski, 2 poł. XIX, nr rej.: A-783 z 29.01.2008:[9]
  - dwór drewniany
  - park

## Ochotnicza Straż Pożarna w Szkopach[10]
Ochotnicza Straż Pożarna nie włączona do KSRG, założona w 1962 roku. 2 października 1993 roku jednostka reprezentowała województwo siedleckie na VIII Krajowych Zawodach Sportowo-Pożarniczych według regulaminu krajowego przeprowadzonych w Krakowie, uzyskując 10. miejsce w skali kraju (na 25 drużyn startujących w tych zawodach). Jednostka OSP Szkopy jest aktualnym Mistrzem Województwa Mazowieckiego i zwycięzcą Eliminacji Strefowych do zawodów wojewódzkich (strefa II Siedlce) w zawodach sportowo-pożarniczych wg regulaminu krajowego (2014). Jest także Mistrzem Gminy Repki (2011–2019, 2021–2023) oraz  Mistrzem powiatu sokołowskiego (2011, 2013, 2017). 
W dniu 5 września 2015 roku drużyna została drugim wicemistrzem Polski, zajmując III miejsce w XIV Krajowych Zawodach Sportowo-Pożarniczych jednostek OSP.

## Linki mzewnętrzne
- Szkopy, [w:] Słownik geograficzny Królestwa Polskiego, t. XI: Sochaczew – Szlubowska Wola, Warszawa 1890, s. 923.